# تاریخ قم

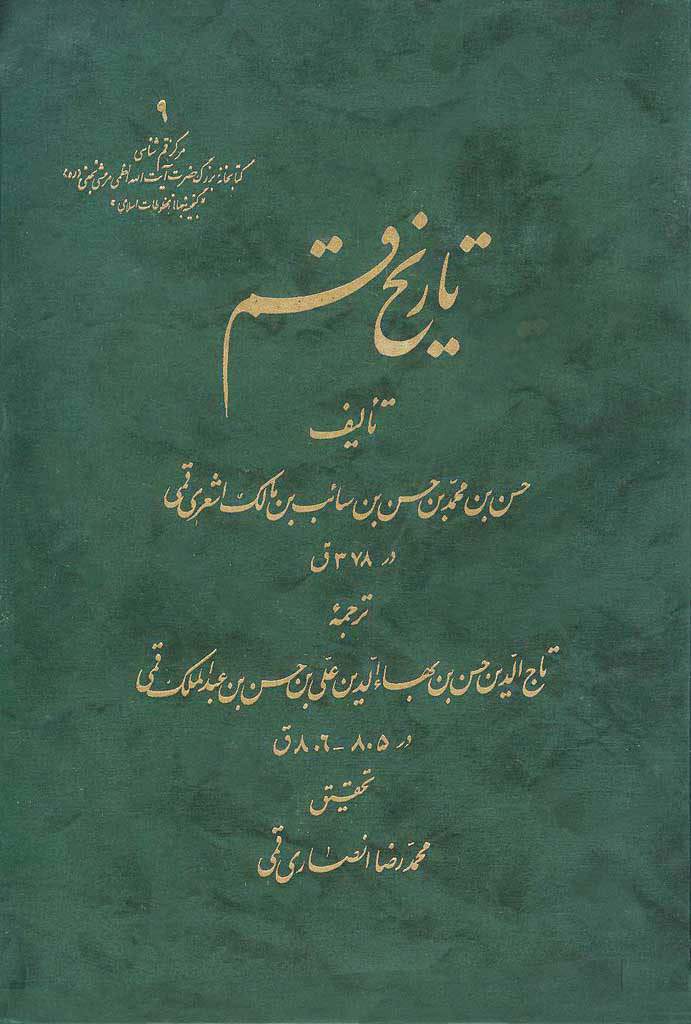
کتاب تاریخ قم

تاریخ قم کتابی است دربارهٔ تاریخچه شهر قم که توسط حسن بن محمد بن حسن قمی، در سال ۳۷۸ قمری به عربی نگاشته شده‌است.

## شرح نسخه‌های موجود
اکنون هیچ‌یک از نسخه‌های اصلی آن در دسترس نیست. اما برگردان فارسی آن توسط حسن بن علی بن حسن بن عبدالملک قمی در سال‌های ۸۰۵ و ۸۰۶ قمری، برای ابراهیم بن محمود بن محمد بن علی الصّفی صورت گرفته‌است. مترجم اشاره می‌کند که متن اصلی حاوی بیست باب و پنجاه فصل بوده‌است. اما نسخه‌های فارسی تاریخ قم که تاکنون دیده شده، بیش از پنج باب آن را در برندارد و از سایر باب‌ها تنها از طریق فهرست مندرج در مقدمه نویسنده آگاهی موجود است.
نثر برگردان تاریخ قم بسیار ساده و روان است و اگر چه دارای واژه‌ها و اشعار عربی است ولی مطالب تاریخ بسیار صریح و روشن است.
برگردان دیگری از تاریخ قم وجود داشته که سیداحمد حسینی عاملی از آن نقل کرده‌است. بر پایه فهرست باب‌های بیست‌گانه تاریخ قم می‌توان گفت که در میان کتاب‌هایی که دربارهٔ شهرهای ایران، از گذشته تا امروز، نوشته شده و مانده‌است، کمتر کتابی به این جامعیت وجود دارد.
از وجوه اهمیت این کتاب، دربرداشتن مطالب بسیاری دربارهٔ کشاورزی قم است که در منابع اصلی و قدیمی کمتر می‌توان بدانها دست یافت؛ از جمله چگونگی مسّاحی (پیمودن یا پیمایش، در اصل کتاب) نقاطی که نباید مساحت کرد و کیفیت تعیین خراج در هر چیز و چیزهایی که مشمول خراج نمی‌شده، نحوه تقسیم آب رودخانه و کاریز و چگونگی تهیه آب آشامیدنی، می‌باشد. همچنین تاریخ قم مفصّلترین و معتبرترین سند دربارهٔ وضع مالک و زارع در ایران آن روزگار به‌شمار می‌آید. مجلسی نیز این کتاب را معتبر دانسته‌است.

## زندگی نویسنده
از زندگی نگارنده کتاب آگاهی چندانی در دست نیست. برادر او، ابوالقاسم علی بن محمد بن الحسن الکاتبی، در دوران زندگی خود مدتی حاکم قم بوده‌است. او خود تحت حمایت اسماعیل بن عباد بن العباس بن عباد، وزیر فخر الدوله ابن رکن الدوله دیلمی (۳۸۷–۳۶۶ ق) بوده و تاریخ قم را به او اهدا نموده‌است.

## انگیزه نگارش
این کتاب به تشویق صاحب بن عبّاد اسمعیل کافی الکفاة، در عصر فخر الدوله دیلمی نوشته شده‌است.
نگارنده در مقدمه اثر خود علاقه اسماعیل بن عباد نسبت به مردم قم به ویژه تعطف و شفقت او نسبت به «اشراف طالبیه و سادات فاطمیه» را توصیف می‌کند. به ویژه از یکی از فضایل او بسیار به نیکی یاد می‌کند و آن این که:

کتب بسیار و دفاین بی‌شمار و دواوین از انواع علوم و اصناف اشعار و فنون اخبار بر طلبه و اهل علم وقف فرمود تا مطالعه آن می‌نمودند و از آن فواید برمی‌داشتند و نسخ برمی‌داشتند و می‌نوشتند.

حسن بن علی قمی در ابتدا قصد نوشتن دو کتاب را داشته‌است؛ یکی تاریخ قم و دیگر تاریخ عرب اشعریّه که به قم نزول کردند.
زیرا که ایشان آن کسی بودند که مالک شهر قم شدند و آن را تکویر کردند و بارو کشیدند و ایشان را به قم چندین آثار و علامات است پس اولی آن دیدم که آن کتاب را با این کتاب جمع کنم و اخبار طالبیه که به قم آمدند و وطن ساختند یاد کنم.»
هدف اصلی نگارنده از نوشتن این کتاب دو چیز بوده‌است: یکی تصنیف اثری مشابه با کتاب تاریخ اصفهان حمزه اصفهانی و دیگر جمع‌آوری اخبار و روایات قدیمی دربارهٔ تاریخ قم پیش از اینکه این اخبار از بین بروند.

## ابواب کتاب تاریخ قم
پنج باب کتاب که از طریق ترجمه فارسی آن به ما رسیده به شرح زیر است:
- در ذکر قم و سبب نام نهادن قم بدین نام…، و سبب جدا کردن آن از اصفهان و زمان ایجاد آن و آنچه در شهر از برج و باروهای نو و کهنه و ذکر سراهای خراج و دار الضرب و سراهای حکام و ولات و زندانها و ذکر کاریزها و جوی‌ها و رودخانه‌ها و آسیاها و مقاسم آب‌های آن و مساتیق آن و عدد ضیاع‌ها و رساتیق آن از اهل عرب و عجم وجود دارد
- مساحت قم
- در ذکر کسانی که به قم آمدند و آن را ایجاد کردند
- آمدن اعراب اشعری به قم
- در ذکر اخبار رجال عرب اشعریان، آنهایی که مسلمان بودند و اسلام آوردند… و اخبار دربارهٔ ایشان در ایام جاهلیت و ذکر قبایل و عشایر ایشان.

در این کتاب از روستاها و شهرستانهای اطراف قم هم نام برده شده‌است؛ و نام بانیان این شهرها و افسانه‌های دربارهٔ آورده شده‌است؛ و جالب است که بعضی روستاها یی که در تاریخ گم شده‌اند.
بنا بر فهرست باب‌های کتاب، ابواب مفقوده شامل شرح انساب عرب و به ویژه عرب یمن، افزودن بر آن جزئیات بیشتر دربارهٔ تاریخ اعراب قم، ذکر جماعتی از عرب و عجم از خلفا و سایر سلاطین که به قم والی و حاکم و صاحب مرتبه بودند

## سبک نگارش کتاب
شیوه و سبک نویسنده توصیفی است. در بسیاری موارد، روایات و گزارش‌های متعددی از یک واقعه ارائه می‌کند، بدون آن که اندک تلاشی برای ارزیابی ارزش نسبی آن‌ها برای ترجیح یک روایت و گزارش نسبت به دیگر روایات صورت دهد. نویسنده در تألیف اثر خود از سه دسته منابع اصلی بهره برده‌است: اخبار و روایات محلی، تاریخ‌های محلی که بیشتر آن‌ها اکنون در دست نیستند؛ اسناد رسمی. نگارنده قسمت اعظم اخبار مربوط به قم را در زمانی که برادرش حاکم آن شهر بوده از کسانی که صاحب «معرفت و خبری و دانشی» بوده‌اند گرفته‌است.
نگارنده برای توصیف درآمد و عایدی قم تا حد زیادی به اسناد و دفاتر ثبت دیوان قم اعتماد و اتکا می‌کند. متأسفانه او از دفاتر خراج هم عصر خود اطلاعات زیادی در اختیار نمی‌گذارد. منبع اصلی او در فصل مربوط به تاریخ اعراب اشعری‏[اثر]هشام بن محمد بن سائب کلبی است. او همچنین از کتاب فتوحات اهل اسلام ابو عبید معمر بن مثنی تیمی و کتاب رایات و علمها ابو البحتری وهب بن وهب نقل قول می‌کند.
در یک جمع‌بندی کلی از بررسی حاضر می‌توان گفت که ارزش و اعتبار تاریخ قم تنها به جهت وجود مباحث مربوط به عایدات و خراج نیست بلکه این کتاب مشتمل بر اطلاعاتی است که تا حد زیادی تکمیل‌کننده آگاهی‌های موجود در دیگر منابع است. همچنین حاوی گزارش‌های دقیق و تفصیلی پیرامون استقرار عرب‌ها در قم و نیز در بردارنده تاریخ اعراب اشعری در دوران جاهلیت و اوایل دوران اسلامی است. ضمن آن که از تمایل و گرایشات اولیه آن‌ها به تشیع نیز گزارشهایی در کتاب آمده‌است.
تاریخ قم حاوی گزارشهای عدیده‌ای است در خصوص آمدن عرب‌ها به قم. از نظر نویسنده، آن‌ها در طول دوران حکمرانی حجّاج بن یوسف ثقفی در عراق، به ایران آمده‌اند. بنابر گزارش‌های منابع ایرانی، عرب‌ها در سال ۹۹ ق. به ایران آمده‌اند. احوص بن سعد در مهاجرت علویان به بصره و بعد از آن به حوالی قم شرکت داشته‌است. در قم یک مالک ایرانی به نام یزدانفاذار به او در ابرشتیحان (آشتیان) زمین‌هایی واگذار کرده بود. سپس برادرش، عبدالله، نیز به او ملحق شده بود. به تدریج قدرت و توانمندی احوص و خانواده اش رو به فزونی گذاشته، آنان زمین‌های بیشتری به دست می‌آورند و بعد از نبرد بر سر قدرت با ساکنان ایرانی منطقه، سیطره و سلطه خود را مسجل می‌سازند.
تاریخ قم همچنین دربردارنده گزارش‌های جزئی و دقیق از مهاجرت علویان و اعقاب آن‌ها به قم است. در حدود سال ۳۷۱ ق. تعداد سادات در آبه (ساوه) قم، کاشان وآران خورزن ۳۳۱ نفر (مردها و بچه‌ها) بوده و مواجب ماهانه هر یک از آن‌ها ۳۰ من نان و ۱۰ درهم نقره بوده‌است.
در پایان باید یادآور شد که تاریخ قم از لحاظ زبان‌شناسی نیز حایز بسی اهمیت و فایده است. زیرا حاوی واژه‌ها و اصطلاحات اختصاصی و لغات محلی است. چنان‌که در بخش مربوط به افسانه‌های مرتبط با نحوه تأسیس و پایه‌گذاری روستاهای قم، اسامی روستاها که به فارسی میانه است، به خط عربی ضبط شده‌است.